# Epirrhoe tristata
The Small Argent và Sable, Epirrhoe tristata, là một loài bướm đêm thuộc chi Epirrhoe trong họ Geometridae.

## Hình ảnh

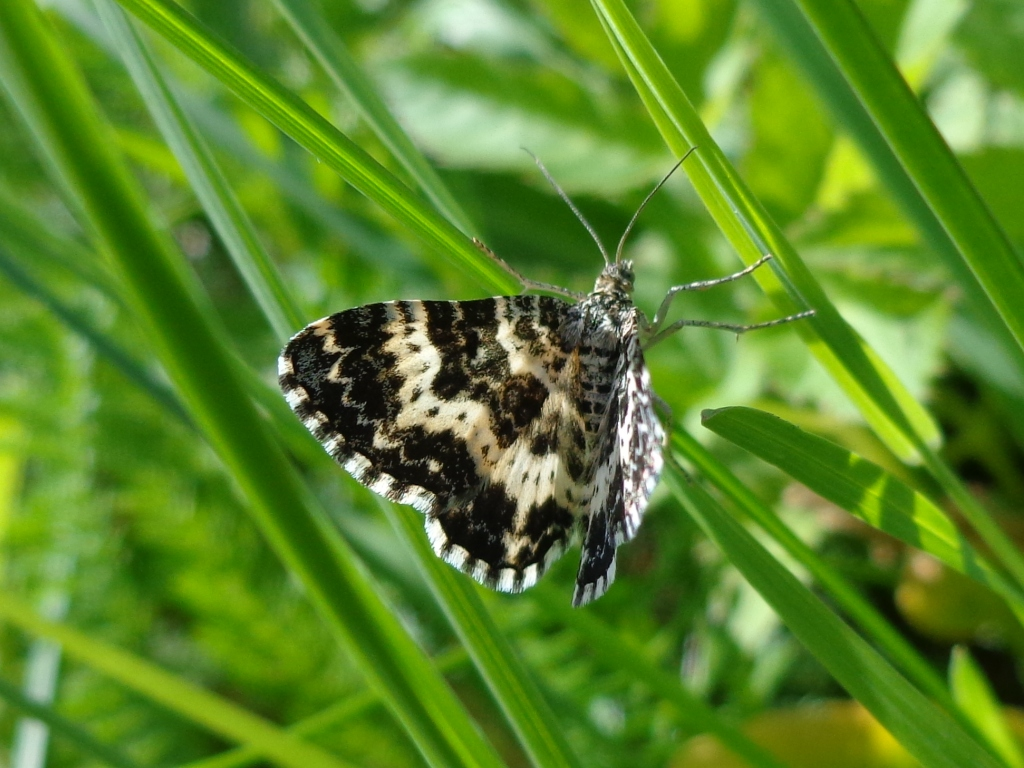
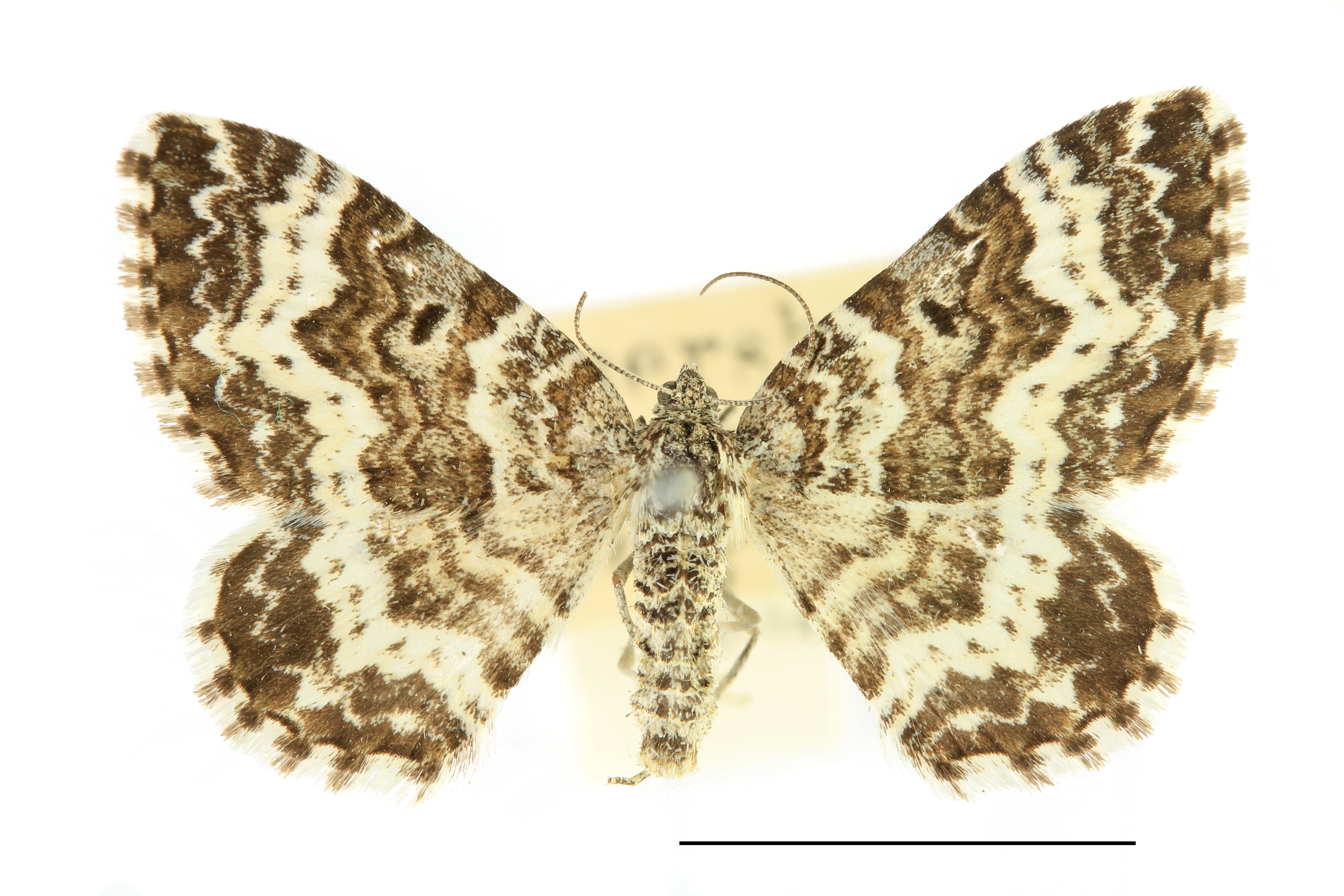
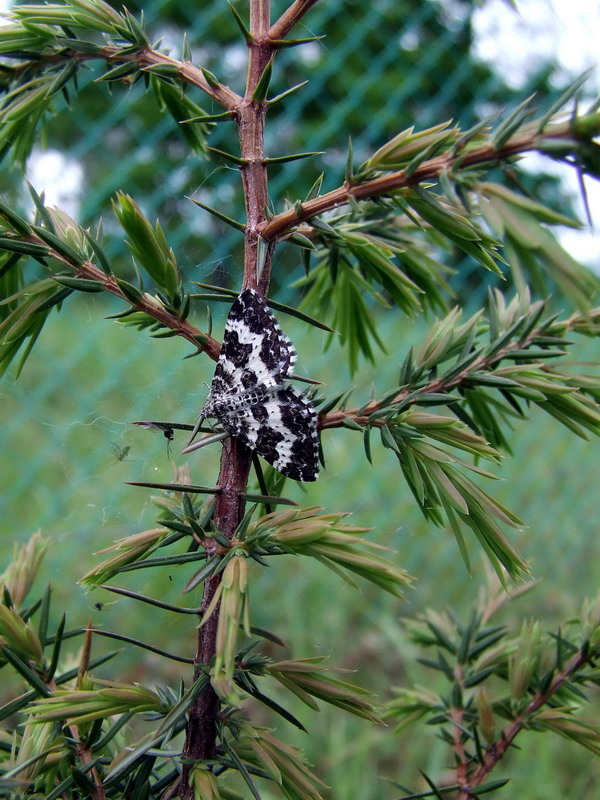
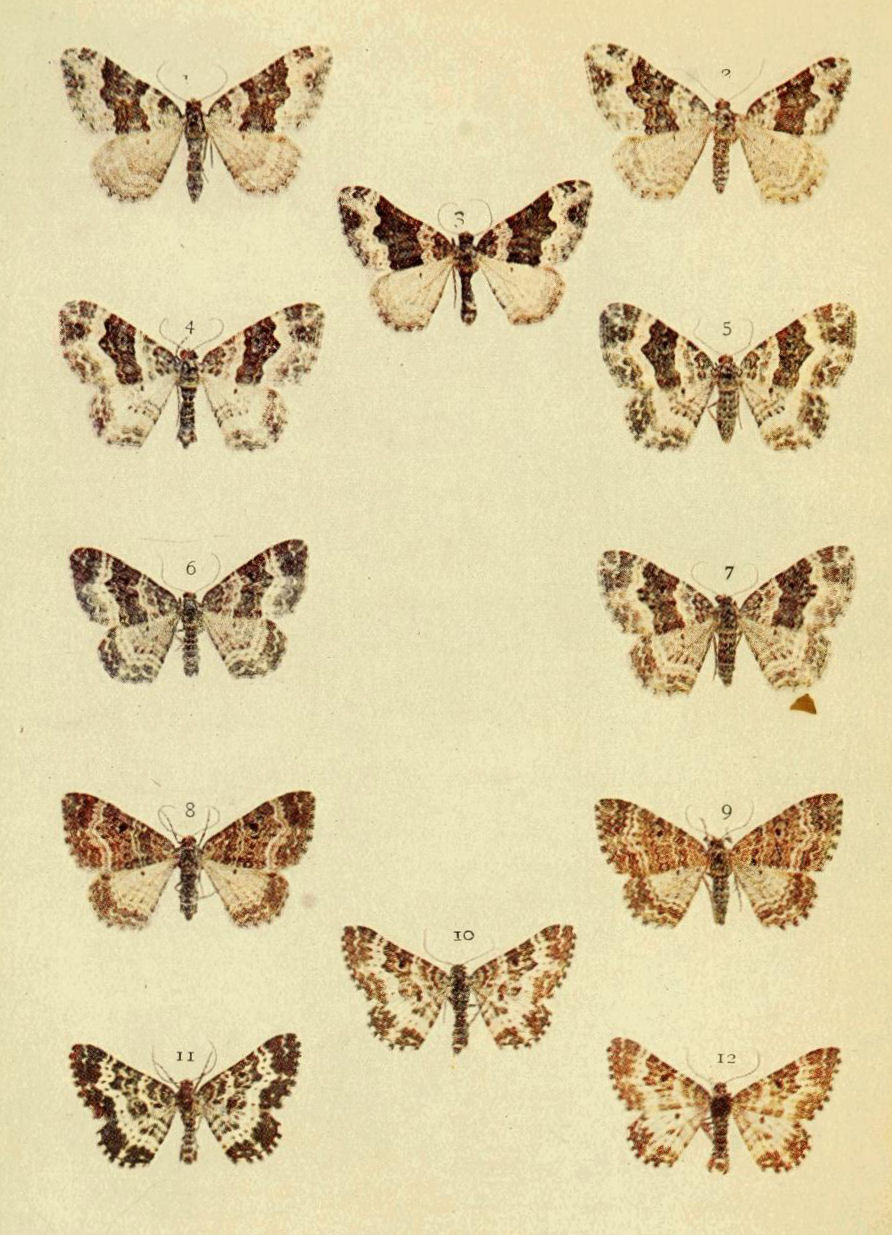